# Henri Étienne Sainte-Claire Deville
Henri Étienne Sainte-Claire Deville (Santo Tomás, 11 de marzo de 1818 - Boulogne-sur-Seine, 1 de julio de 1881) fue un químico francés.

## Biografía
Nació el 11 de marzo de 1818 en la isla de Santo Tomás (Indias Occidentales), donde su padre era cónsul de Francia. Fue educado en la escuela Rollin de París junto con su hermano Charles. En 1844, tras haberse graduado en medicina y ciencia, se le asignó la organización de la nueva facultad de ciencia de Besanzón. Allí se desempeñó como decano y profesor de química entre 1845 y 1851. Este último año regresó a París y sucedió a Antoine Jérôme Balard en la Escuela Normal. En 1853 comenzó a sustituir a Jean Baptiste Dumas en la Sorbona y en 1859 ocupó su lugar como profesor. Murió el 1 de julio de 1881 en Boulogne-sur-Seine.
Investigó el aguarrás y el bálsamo de Tolú y descubrió el tolueno y el anhídrido nítrico (pentaóxido de dinitrógeno).

## Obra

### Algunas publicaciones
- "De l'aluminium et de ses combinaisons chimiques", Comptes-rendus de l'Académie des sciences (1854), article analysé sur le site BibNum.
- "Mémoire sur la fabrication du sodium et de l'aluminium", Annales de chimie et de physique, 46 (1856), 415-58
- "De l'aluminium, ses propriétés, sa fabrication et ses applications", 1 v. in-8°, Paris, Mallet-Bachelier, 1859, 176 p.
- "L’état naissant des corps",  la Revue scientifique, 22 de enero de 1870.
- "L'internat dans l'éducation", la Revue scientifique, 2 de septiembre de 1871.